# Harakat Nour al-Din al-Zenki
Le Harakat Nour al-Din al-Zenki (arabe : حركة نور الدين الزنكي), souvent appelé al-Zenki, était un groupe rebelle actif lors de la guerre civile syrienne. Fondé en novembre 2011, il rejoint le Hayat Tahrir al-Cham le 28 janvier 2017, avant de redevenir indépendant le 20 juillet 2017. Le 18 février 2018, le groupe effectue une nouvelle fusion avec Ahrar al-Cham pour former un nouveau mouvement : Jabhat Tahrir Souriya. Il annonce finalement sa dissolution le 25 mars 2019.

## Histoire

### Fondation
Le mouvement est formé en novembre 2011,. Il tire son nom du chef musulman Nur ad-Din.
À l'origine, le groupe est une branche du mouvement salafiste Al-Fajr.

### Affiliations

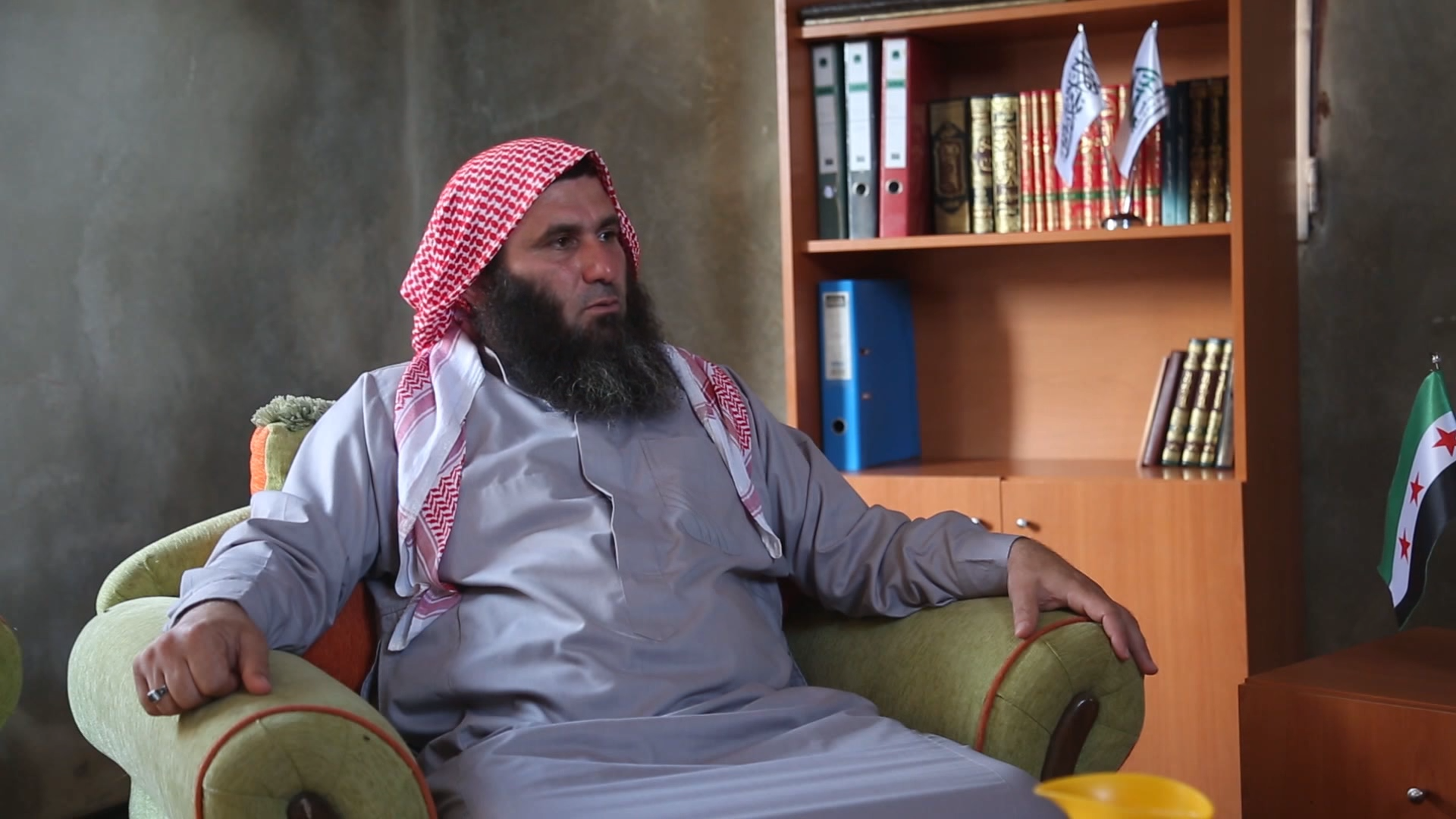
Cheikh Tawfiq Chahabouddine, chef du Harakat Nour al-Din al-Zenki, en 2016.

En 2012, le mouvement se joint brièvement à Liwa al-Tawhid. 
En 2013, le mouvement rallie le Front de l'authenticité et du développement (Asala wa-al-Tanmiya).
Le 3 janvier 2014, le Harakat Nour al-Din al-Zenki forme avec deux autres groupes rebelles l'Armée des Moudjahidines afin de lutter contre l'État islamique dans le gouvernorat d'Alep. Le Harakat Nour al-Din al-Zenki est probablement la faction la plus importante de cette coalition.
Le 4 mai 2014, le mouvement se retire de l'Armée des Moudjahidines et du Front de l'authenticité et du développement.
Le 25 décembre 2014, le mouvement fait partie des groupes qui forment le Front du Levant.
Le Harakat Nour al-Din al-Zenki fait partie des groupes rebelles qui forment le 26 avril 2015 la chambre d'opérations Fatah Halab, active à Alep,.
Il intègre la Chambre d'opérations Hawar Kilis en avril 2016.
Le 23 septembre 2016, le Harakat Nour al-Din al-Zenki rallie l'Armée de la conquête,,.
Le mouvement nie également tout lien avec la Coalition nationale des forces de l'opposition et de la révolution (CNFOR).

### Dissolution et reformation
Le 28 janvier 2017, le Harakat Nour al-Din al-Zenki fusionne avec le Front Fatah al-Cham, Jaych al-Sunna, le Front Ansar Dine et le Liwa al-Haq pour former Hayat Tahrir al-Cham. Cependant les hommes du Harakat Nour al-Din al-Zenki présents dans le nord du gouvernorat d'Alep, où ils combattent au sein de l'opération Bouclier de l'Euphrate, préfèrent rallier un autre groupe, Faylaq al-Cham,.
Mais le 20 juillet 2017, le Harakat Nour al-Din al-Zenki annonce qu'il se retire de Hayat Tahrir al-Cham et redevient indépendant,. Des combats éclatent par ailleurs en novembre 2017 entre le Harakat Nour al-Din al-Zenki et Hayat Tahrir al-Cham dans l'ouest du gouvernorat d'Alep.
Le 18 février 2018, le Harakat Nour al-Din al-Zenki effectue une nouvelle fusion, cette fois avec Ahrar al-Cham, afin de former un nouveau mouvement : Jabhat Tahrir Souriya.
Le 25 mars 2019, le Harakat Nour al-Din al-Zenki annonce sa dissolution complète au sein de Faylaq al-Madej, un groupe de la 3e légion de l'Armée nationale syrienne.

## Idéologie
Le mouvement est islamiste sunnite, proche des Frères musulmans. En 2015, il est considéré comme modéré par Charles Lister, chercheur américain au Middle East Institute (en). Mais pour Benjamin Barthe, reporter pour Le Monde, le Harakat Nour al-Din al-Zenki, d'abord proche de l'ASL, se radicalise progressivement. Pour Thomas Joscelyn, rédacteur en chef de The Long War Journal, le groupe entretient de bonnes relations avec le Front al-Nosra. Bien que toutefois, selon Jennifer Cafarella et Genevieve Casagrande, analystes pour the Institute for the Study of War, des combats ont opposé le Harakat Nour al-Din al-Zenki et le Front al-Nosra à Alep en octobre 2015 et que des tensions ont opposé les deux groupes pendant quelques mois.

## Organisation

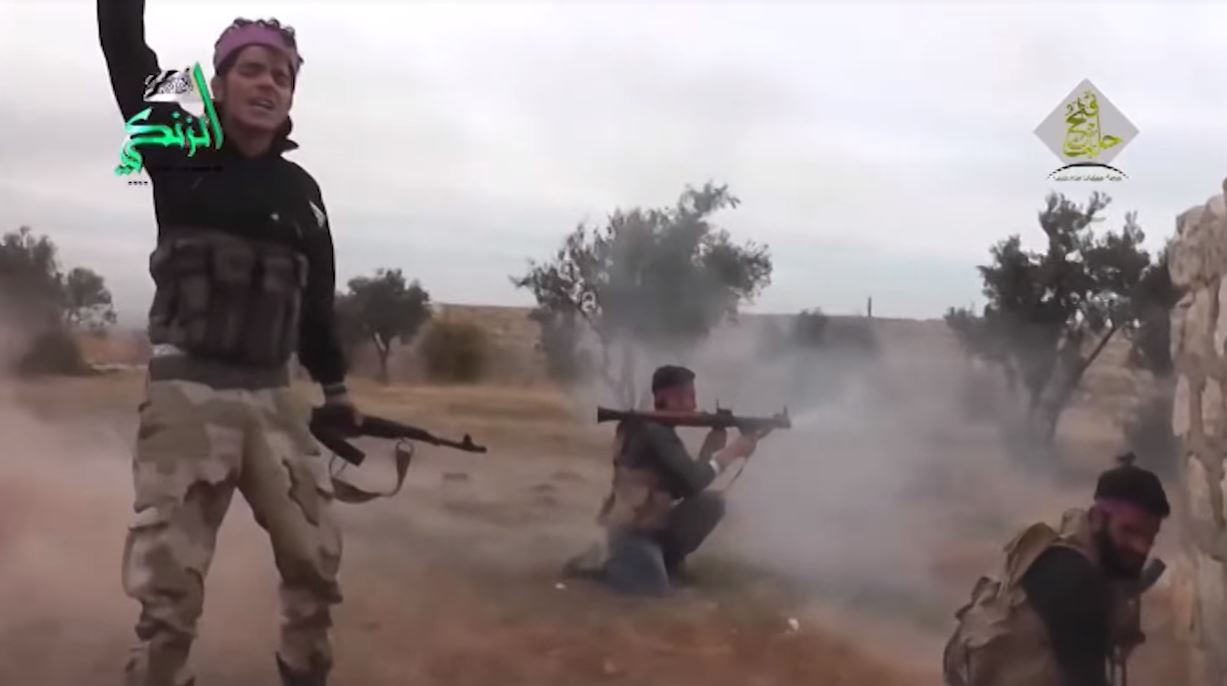
Rebelles du Harakat Nour al-Din al-Zenki, dans la région d'Alep, le 18 novembre 2015.

### Commandement
Le chef du mouvement est Cheikh Tawfiq Chahabouddine, et le chef militaire est le lieutenant-colonel Omar Abdulraziq.

### Effectifs
Fin 2015, le chercheur américain Charles Lister estime que le groupe compte environ 1 500 hommes,. Fin 2016, les effectifs du groupe sont estimés à 4 000 hommes par Archicivilians. 

### Armement
En 2013, des missiles antichars chinois achetés par l'Arabie saoudite sont remis au Harakat Nour al-Din al-Zenki, alors intégré au Front de l'authenticité et du développement. Il a également reçu des aides du Qatar et surtout de la Turquie,. Jusqu'en septembre 2015, il bénéficie également de missiles antichar BGM-71 TOW livrés par la CIA,,,.

### Zones d'opérations
Le Harakat Nour al-Din al-Zenki est principalement actif dans le gouvernorat d'Alep,, mais il est aussi présent dans les gouvernorats d'Idleb et Hama.

## Financement
Jusqu'en septembre 2015, le groupe est soutenu financièrement par les États-Unis à hauteur de 1 000 hommes payés 150 $ par mois. Selon Thomas Joscelyn, les bonnes relations du groupe avec le Front al-Nosra ont été passées sous silence par les promoteurs d'un soutien financier aux rebelles « modérés »,.

## Exactions
Dans un rapport publié le 4 juillet 2016, Amnesty International accuse le Harakat Nour al-Din al-Zenki de crimes de guerre et dénonce des cas de tortures, d'enlèvements et d'exécutions sommaires commis par des membres de ce groupe.
Le 19 juillet 2016, dans le quartier Al-Machad, à Alep, des hommes du Harakat Nour al-Din al-Zenki décapitent un enfant palestinien de 12 ou 14 ans, nommé Abdallah Essa, ou Abdullah Tayseer, ou encore Abdullah Tayseer Issa,. Ceux-ci publient ensuite la vidéo de l'exécution sur internet et affirment que l'enfant combattait pour les forces gouvernementales dans les rangs du Liwa al-Quds, une milice palestinienne pro-régime, et qu'il a été capturé à Handarat,. Le Liwa al-Quds dément et affirme que l'enfant est un simple réfugié palestinien kidnappé par les rebelles, dans le camp palestinien d'Handarat. Diverses informations ont par la suite été reportées sur l'enfant : selon sa sœur, il était syrien et « défendait son pays ». L'universitaire Joshua Landis affirme pour sa part qu'il avait intégré Liwa al-Quds un mois plus tôt. L'exécution est condamnée par le commandement général du Harakat Nour al-Din al-Zenki dans un communiqué publié le même jour, il affirme qu'il s'agit d'une « erreur individuelle qui ne représente pas la politique générale du groupe », que « les personnes qui ont commis cette infraction ont été arrêtées » et remises à une commission d'enquête et que le groupe reste attaché « aux objectifs de la révolution et aux principes des droits de l'homme »,,,,.